# Tres metros sobre el cielo (película de 2004)
Tre metri sopra il cielo es una película italiana de 2004, dirigida por el director Luca Lucini, basada en la novela homónima de Federico Moccia.
La segunda parte Ho voglia di te fue también un rotundo éxito y el autor Federico Moccia ha pensado, junto al director de cine, hacer la secuela.
Cuenta con la participación del cantante italiano Tiziano Ferro con el tema "Ti scatterò una foto".
La versión española de Tre metri sopra il cielo se hizo en 2012 dirigida por Fernando González Molina.
- Datos: Q1062992